# تکودونتوسور
تِکودونتوسور (به انگلیسی:Thecodontosaurus) یا دایناسور چاله‌دندان، دایناسوری گیاه‌خوار و کوچک بود که در اواخر دورهٔ تریاس و اوایل ژوراسیک می‌زیست.
فسیل‌های این دایناسور در انگلیس و ولز یافت شده‌اند. اولین فسیل تکودونتوسور در سال ۱۸۴۳ در بریستول انگلیس کشف شد.

## توصیف
تکودونتوسور بدنی کوچک و به درازای ۱٫۲ متر داشت. دم او دراز و سر و گردنش کوچک بود. وزن بدن تکودونتوسور را در حدود ۱۰ کیلوگرم تخمین زده‌اند. این دایناسور بر روی دو پا راه می‌رفت و از دستان خود فقط در هنگام جهش یا خوردن گیاهان کوتاه استفاده می‌کرد. دندان‌های او کوچک و مناسب تغذیه از گیاهان بود.